# Iso Haukijärvi (Jukkasjärvi socken, Lappland)
Iso Haukijärvi är en sjö i Kiruna kommun i Lappland och ingår i Torneälvens huvudavrinningsområde. Sjön har en area på 0,118 kvadratkilometer och ligger 315,1 meter över havet. Iso Haukijärvi ligger i Torne och Kalix älvsystem Natura 2000-område.

## Delavrinningsområde
Iso Haukijärvi ingår i det delavrinningsområde (752765-177564) som SMHI kallar för Inloppet i Ylinenjärvi. Medelhöjden är 317 meter över havet och ytan är 6,94 kvadratkilometer. Det finns inga avrinningsområden uppströms utan avrinningsområdet är högsta punkten. Faulusankijoki som avvattnar avrinningsområdet har biflödesordning 3, vilket innebär att vattnet flödar genom totalt 3 vattendrag innan det når havet efter 317 kilometer. Avrinningsområdet består mestadels av skog (75 procent) och sankmarker (13 procent). Avrinningsområdet har 0,77 kvadratkilometer vattenytor vilket ger det en sjöprocent på 11,1 procent.